# Gnophomyia longitergata
Gnophomyia longitergata is een tweevleugelige uit de familie steltmuggen (Limoniidae). De soort komt voor in het Neotropisch gebied.